# 士课街教堂

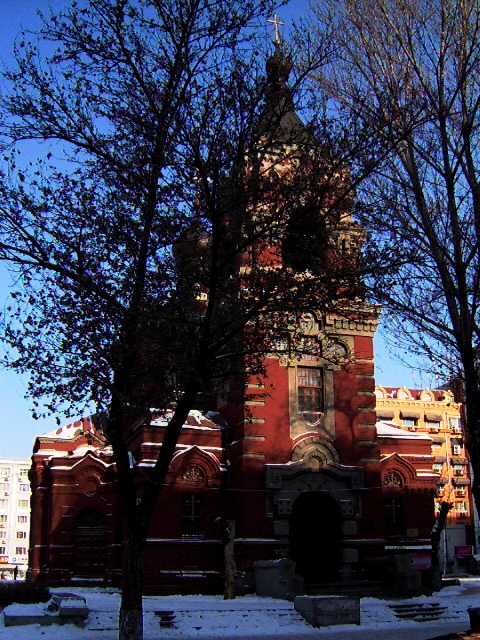
士课街圣母无染原罪堂

士课街教堂位于黑龙江省哈尔滨市士课街211号，原是东正教圣阿列克谢耶夫教堂，文化大革命教堂被迫關閉。1980年以后，教堂建築被哈爾濱天主教愛國會使用，改建為士课街圣母无染原罪堂（一開始作為主教座堂使用）。

## 概况
教堂建筑面积1005平方米，占地3000平方米，巴洛克风格，砖木结构，哈尔滨市I类保护建筑。教堂内有圣画家萨得罗基尼的圣画和圣母像。 

## 历史
- 士课街教堂起源于吉林省公主岭市的一座沙俄随军教堂，日俄战争后迁至哈尔滨懒汉屯，1912年随沙俄军队的调防，迁至阿列克谢耶夫卡村（现香坊区东部小北屯）重建，因此而得名。1921年迁往士课街现址，堂前街道也命名为教堂街（后改名为革新街）。1931年建成。

- 1935年，俄罗斯人又在其右侧士课街上建成一座砖石结构的大型教堂，奉俄罗斯东正教圣人阿列克谢为教堂主保圣人，命名为阿列克谢耶夫教堂。该教堂于1930年10月12日开始筹建，1931年5月动工，1935年10月6日落成，由斯米尔诺夫·托夫塔诺夫斯基设计、卡尔贝舍夫监督施工。新老两座教堂曾长时间并存。1938年，原木结构教堂成为哈尔滨东正教神品学校校址。

- 1966年，文化大革命爆發，教堂被红卫兵破壞。末代主持神父斯提反·吳志全(斯特梵·吴志全)(1925-1970) 被批鬥，紅衛兵令吳神父跪在教堂前铺满锋利的碎石的桌子上，身披小丑的袍子，脸上涂抹炭黑，被批鬥整整兩個晝夜，其間紅衛兵用木头锤子，铁棍擊打吳神父。批鬥完後吳神父被槍斃。吳神父安葬於哈尔滨的皇山东正教墓地。[1][2]。

- 1980年12月25日圣诞节，哈尔滨恢复天主教活动，當時东大直街耶稣圣心主教座堂已被破坏，故原士课街东正教堂的建築被改建作天主教堂使用至今。

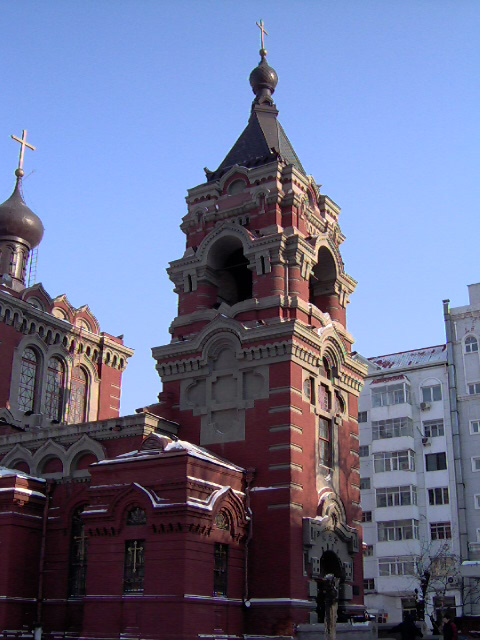
教堂钟楼

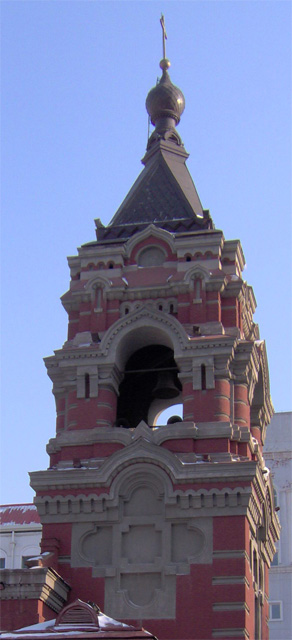
钟楼顶部